# Археолошки локалитет на потесу Код цркве (Боб)
Археолошки локалитет на потесу Код цркве је локалитет у дворишту школе, у месту Боб, у општини Качаник. На овом налазишту откривени су остаци византијске цркве. Темељи грађевине су правоугаоног облика. Црква се датује у 11. и 12. век. Преко полукружне апсиде старије, подигнута је млађа црква тролисног облика, која се датује у 14. и 15. век. На локалитету је отркивено и неколико зиданих камених гробница.